# Laza Kostić
Œuvres principales
Među javom i med snom
Santa Maria della Salute
Lazar Kostić, dit « Laza Kostić » (en serbe cyrillique : Лаза Костић ; né le 12 février 1841 à Kovilj et mort le 26 novembre 1910 à Vienne) était un écrivain serbe, qui fut poète, journaliste, dramaturge et esthéticien. Il était membre de l'Académie serbe des sciences et des arts. Il est considéré comme l'un des plus grands écrivains du romantisme serbe.

## Biographie

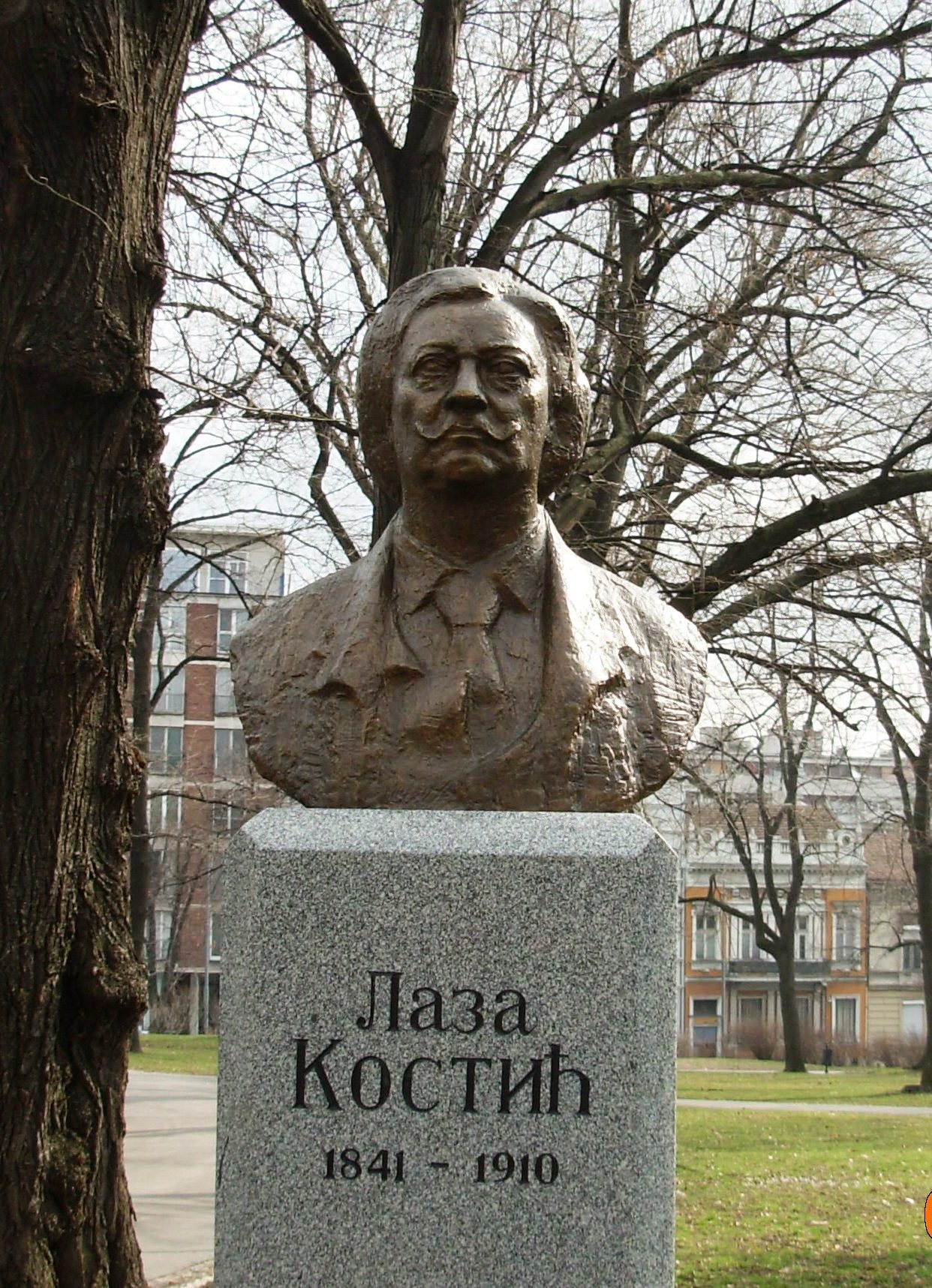
Buste de Laza Kostić dans le parc de Kalemegdan, à Belgrade

Laza Kostić est né en 1841 à Kovilj, dans la région de la Bačka, dans une famille de militaires. Il acheva ses études élémentaires dans son village natal puis fréquenta les lycées de Novi Sad, Pančevo et Buda. Il étudia ensuite le droit et obtint un doctorat à l'université de  Pest. Pendant les huit années suivantes, il fut successivement professeur au lycée de Novi Sad, avocat, notaire et président de tribunal. Jusqu'à sa mort, Laza Kostić s'occupa de littérature mais aussi de l'actualité et des affaires concernant les nationalités, notamment les Serbes. Deux fois, il fut emprisonné à Pest, la première parce qu'il fut accusé, à tort, d'avoir participé à l'assassinat du prince serbe Michel III Obrenović (1868) et une seconde fois à cause de menées et de propos anti-autrichiens à Belgrade, à l'occasion de la proclamation de la majorité du prince Milan IV. Une fois libéré, en marque de reconnaissance de la part des Serbes de l'Empire, il fut élu au Parlement hongrois, où, avec des alliés comme Svetozar Miletić, il œuvra pour la cause serbe.
Laza Kostić vécut ensuite à Belgrade, où il édita l'Indépendance serbe (Srpska nezavisnost) mais, sous la pression du gouvernement, il dut quitter le pays. En revanche, à l'invitation du prince Nikola Petrović-Njegoš, il se rendit au Monténégro, où il demeura pendant cinq ans en tant que rédacteur en chef des journaux officiels et conseiller politique du prince. À la suite d'un désaccord, il rentra dans sa Bačka natale et mena à Sombor une existence relativement paisible. Il est mort en 1910 à Vienne et fut enterré au Grand cimetière orthodoxe de Sombor.

## Distinctions

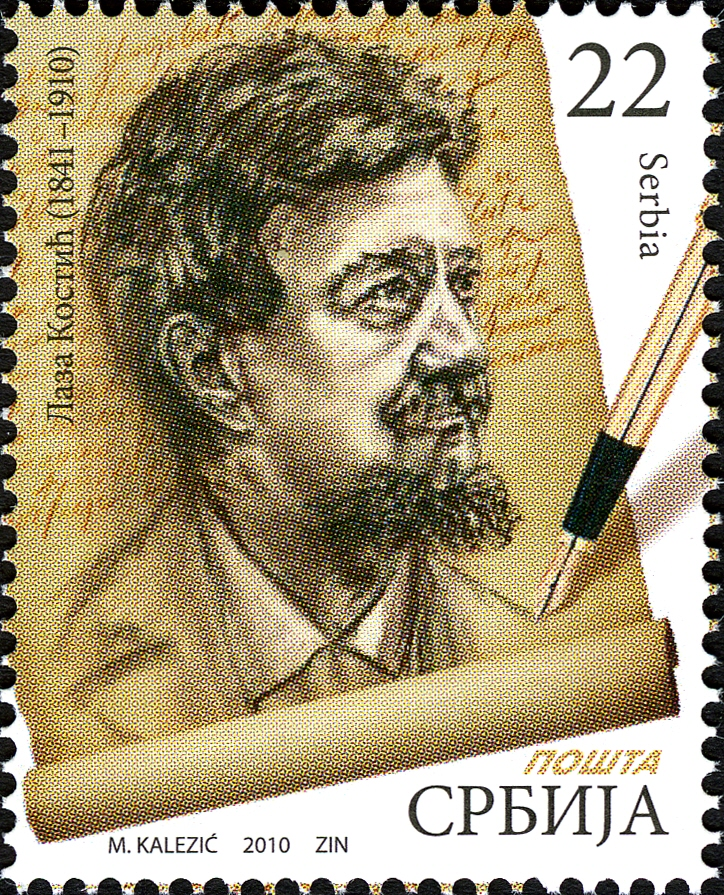
Timbre à l'effigie de Laza Kostić, 2010

Laza Kostić a été élu membre de la Société savante serbe (Srpsko učeno društvo) le 27 février 1883 puis membre de l'Académie royale de serbie (Srpska kraljevska akademija) le 26 janvier 1909.
En son honneur a été créé le Prix Laza Kostić (Nagrada Laza Kostić).

## Œuvres

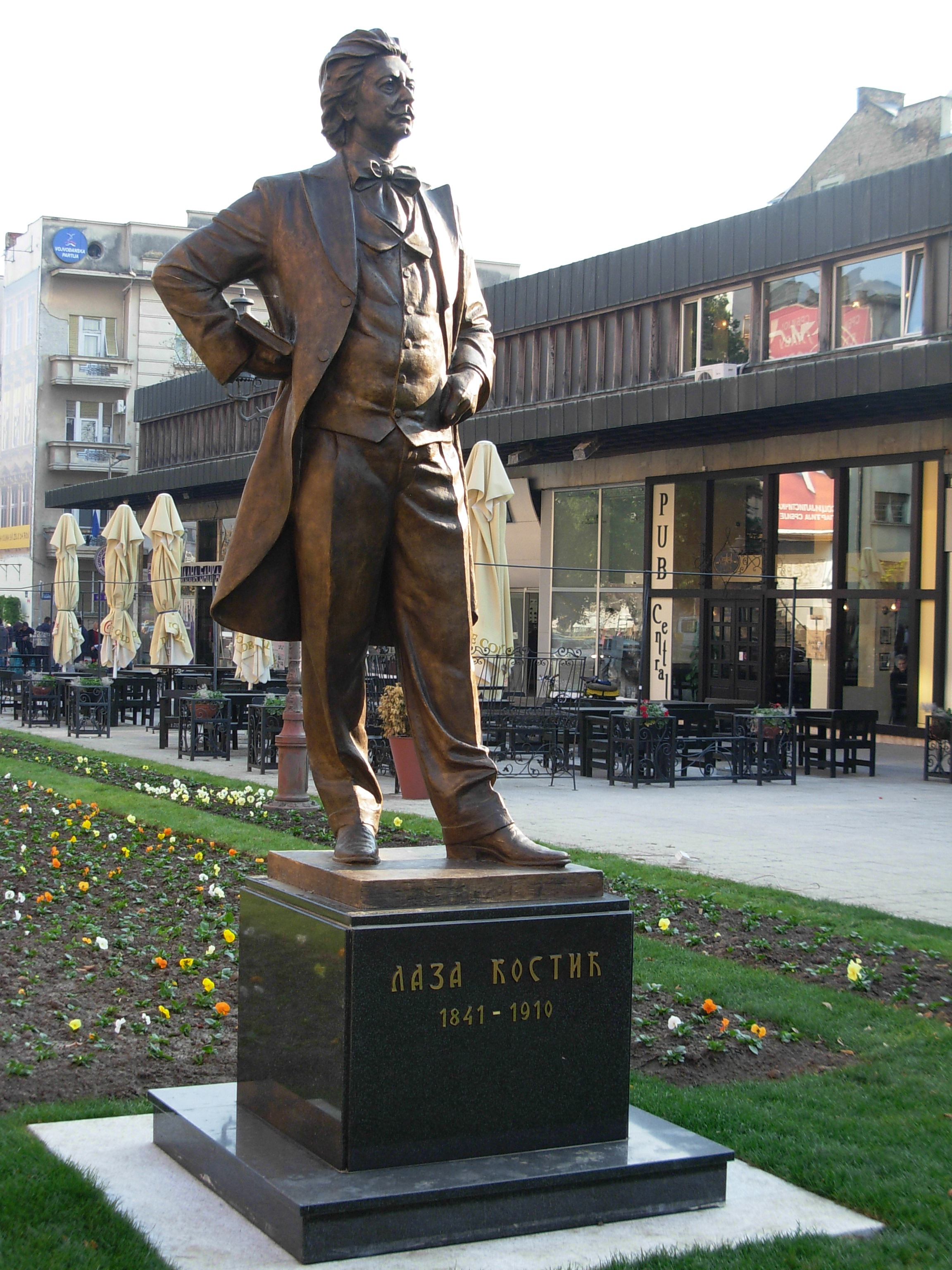
Le monument à Laza Kostić à Novi Sad

En tant qu'homme politique et fonctionnaire, Kostić a exercé une forte influence sur la société serbe de son temps. Il a été membre fondateur et chef du mouvement Jeunesse unie (Ujedinjene omladine), fondateur et rédacteur en chef de plusieurs journaux littéraires et politiques, ami intime de Svetozar Miletić. Avec Miletić, Kostić s'est battu en Autriche contre le cléricalisme et la réaction et, en Serbie, contre la bureaucratie.
Laza Kostić a commencé sa carrière littéraire sous l'influence du romantisme, proche en cela des poètes Jovan Jovanović Zmaj et Đura Jakšić. Il a écrit plus de 150 poèmes lyriques, ainsi que des ballades et des romances.
Il a également écrit trois œuvres dramatiques : Maksim Crnojević (écrit en 1863, publié en 1868), Pera Segedinac (1882) et Uskokova ljuba ou Gordana (1890).
Parmi ses ouvrages d'esthétique, on peut signaler Osnova lepote u svetu s osobenim obzirom na srpske narodne pesme (1880) ; il a rédigé un traité de philosophie : Osnovno načelo, Kritički uvod u opštu filosofiju (1884) et une grande monographie intitulée O Jovanu Jovanoviću Zmaju (Zmajovi), njegovom pevanju, mišljenju i pisanju, i njegovom dobu (1902).
En plus d'un certain nombre de textes politiques et d'articles, il a également été un traducteur de Shakespeare : Hamlet, Roméo et Juliette et Richard III. En prose, il a écrit plusieurs nouvelles fantastiques : Čedo vilino, Maharadža, Mučenica.
Parmi ses poèmes les plus connus figurent Među javom i med snom (Entre la réalité et le rêve) et Santa Maria della Salute.

## Œuvres choisies
- Maksim Crnojević, (1868)
- Pera Segedinac, (1882).
- Gordana, (1890)
- Osnova lepote u svetu s osobenim obzirom na srpske narodne pesme, (1880)
- Kritički uvod u opštu filosofiju, (1884)
- O Jovanu Jovanoviću Zmaju (Zmajovi), njegovom pevanju, mišljenju i pisanju, i njegovom dobu, (1902)
- Među javom i med snom
- Santa Maria della Salute
- Treće stanje duše
- Čedo vilino
- Maharadža
- Mučenica